# Grupo Desportivo de Boticas
Il Grupo Desportivo de Boticas  è una squadra portoghese di calcio a 5 con sede a Boticas. Nella stagione 2009/2010 ha esordito nella prima divisione del Campeonato Nacional de Futsal dopo la promozione ottenuta al termine della stagione 2008/2009.

## Rosa 2009/2010
| N. |                       | Ruolo | Calciatore |
| -- | --------------------- | ----- | ---------- |
|    | Portogallo (bandiera) | POR   | Kleber     |
|    | Portogallo (bandiera) | POR   | Alex       |
|    | Portogallo (bandiera) | POR   | Eduardo    |
|    | Portogallo (bandiera) | POR   | Lipe       |
|    | Portogallo (bandiera) | DIF   | Lincon     |
|    | Portogallo (bandiera) | LAT   | Murilo     |
|    | Portogallo (bandiera) | LAT   | Isac       |
|    | Portogallo (bandiera) | LAT   | Luis       |
|    | Portogallo (bandiera) | LAT   | Douglas    |

| N. |                       | Ruolo | Calciatore |
| -- | --------------------- | ----- | ---------- |
|    | Portogallo (bandiera) | LAT   | Padilha    |
|    | Portogallo (bandiera) | PIV   | Estrela    |
|    | Portogallo (bandiera) | PIV   | Dudu       |
|    | Portogallo (bandiera) | PIV   | Simas      |
|    | Portogallo (bandiera) | PIV   | Tiaguinho  |
|    | Portogallo (bandiera) | UNI   | Davide     |
|    | Portogallo (bandiera) | UNI   | Danilo     |
|    | Portogallo (bandiera) | UNI   | Fábio      |